# 腾飞苏州创新园

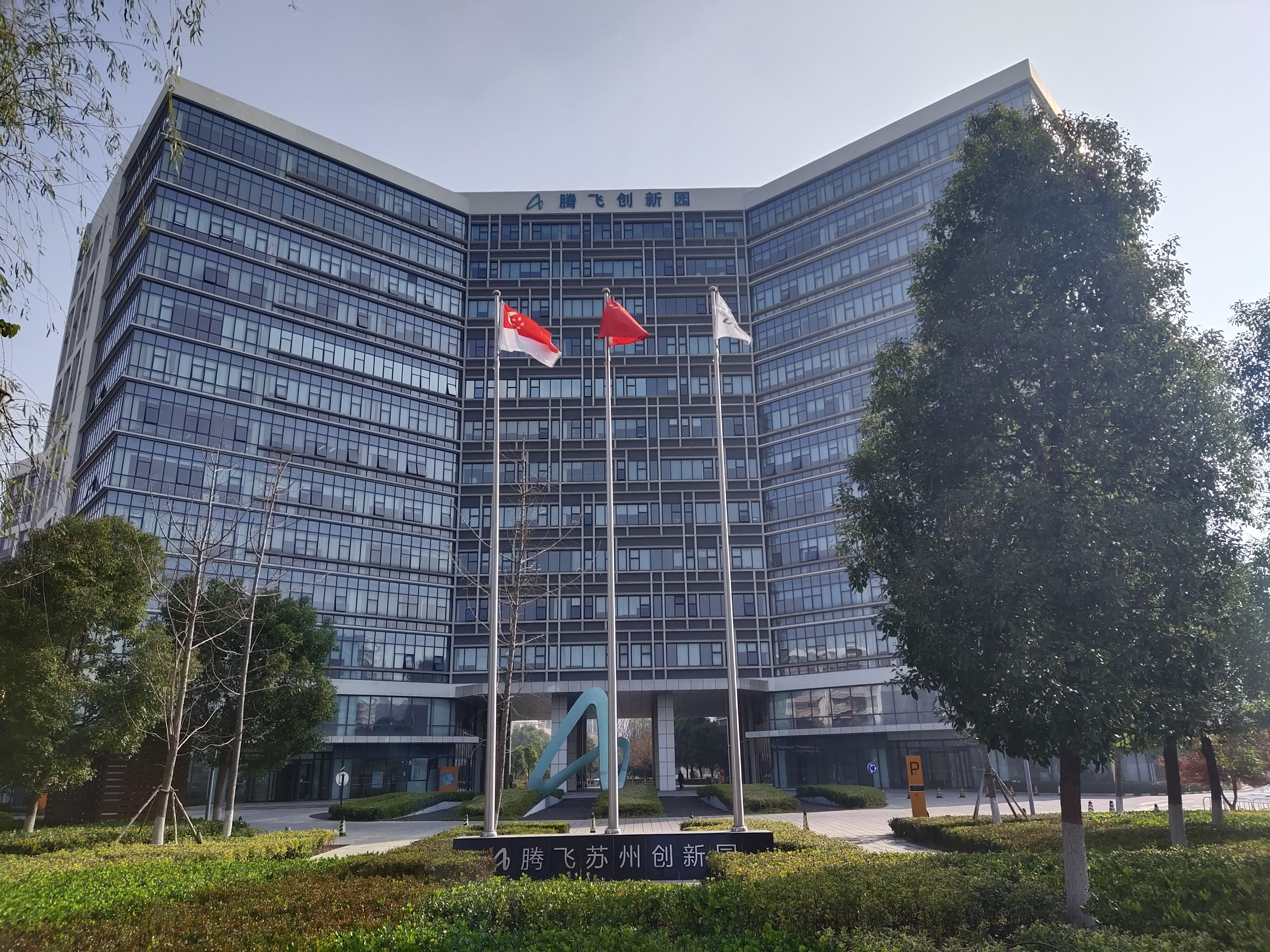
西南门

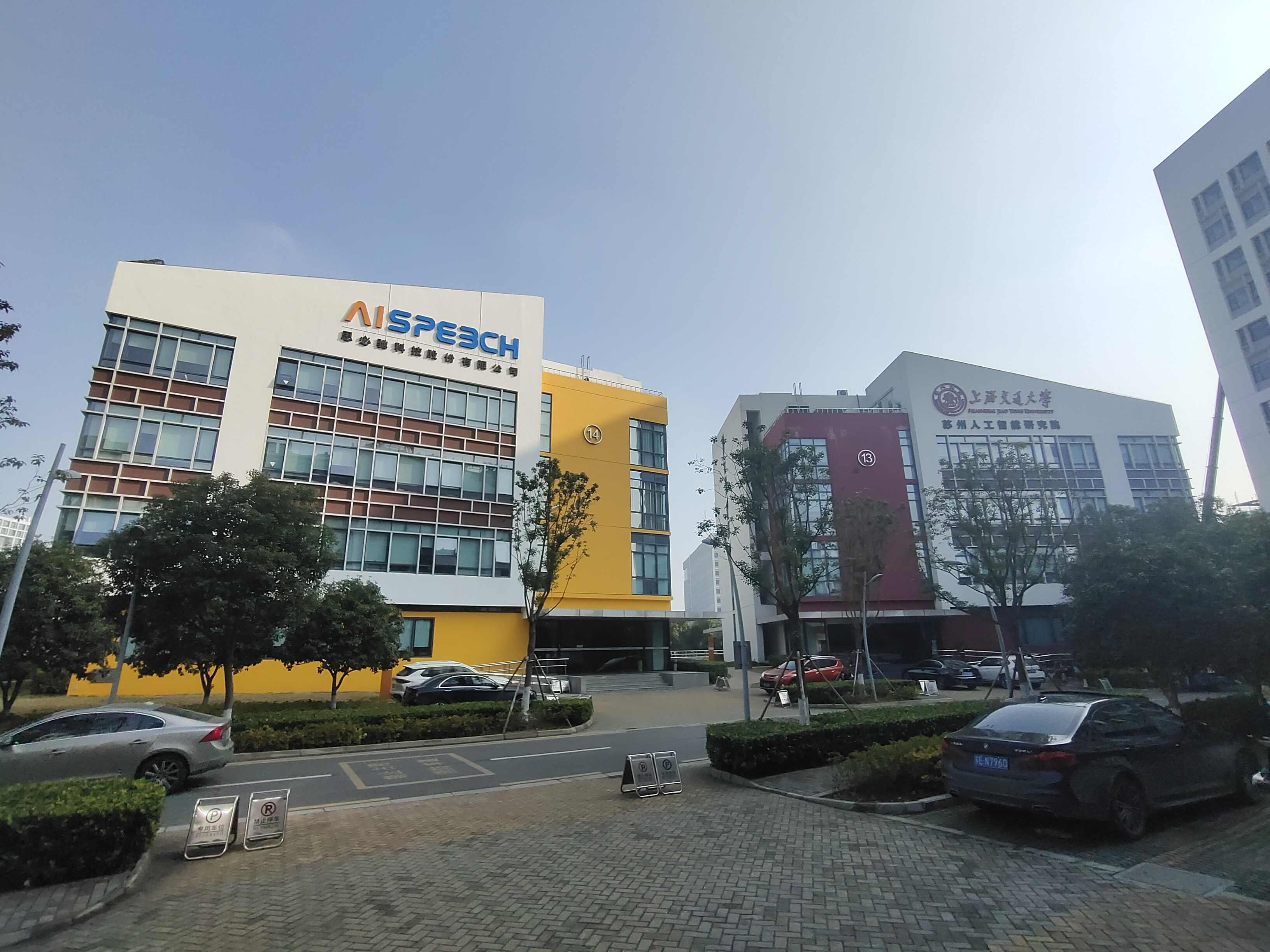
园内一景

腾飞苏州创新园位于中华人民共和国江苏省苏州市工业园区新平街388号，总占地面积约10公顷，总建筑面积约20万平方米。院内有多家企业和社会组织入驻，开展办公、科研等经营活动。